# China Open 1997
Il China Open 1997  è stato un torneo di tennis giocato sul sintetico indoor. È stata la 5ª edizione del torneo maschile che fa parte della categoria World Series nell'ambito dell'ATP Tour 1997. Il torneo si è giocato a Pechino in Cina, dal 29 settembre al 5 ottobre 1997.

## Campioni

### Singolare maschile
Jim Courier ha battuto in finale  Magnus Gustafsson con il punteggio di 7–6(10), 3–6, 6–3

### Doppio maschile
Mahesh Bhupathi /  Leander Paes hanno battuto in finale  Jim Courier /  Alex O'Brien con il punteggio di 7–5, 7–6(7)